# عمر البلوي
عمر البلوي لاعب كرة قدم سعودي ، لعب سابقاً في نادي الوطني .